# GRU
 For alternative betydninger, se Gru (tegneserie).
 Ikke at forveksle med GPU (efterretningstjeneste).
GRU er den latinske skrivemåde for det russiske akronym ГРУ, som står for "Гла́вное Разве́дывательное Управле́ние" (Glavnoje Razvedyvatelnoje Upravlenije), der betyder Øverste efterretningsdirektorat (en: Main Intelligence Directorate). GRU blev oprettet under Sovjetunionen og var tidligere betegnelsen for Ruslands militære efterretningstjeneste og bliver betegnet det altseende øje internt i militæret. I dag har instansen skiftet navn til Hoveddirektoratet for generalstaben for de væbnede styrker i Den Russiske Føderation - "Гла́вное управле́ние Генера́льного шта́ба Вооружённых сил Росси́йской Федера́ции". I sammenligning med KGB er kendskabet til GRU fortsat begrænset i vesten.

## Oprettelse og placering
GRU blev oprettet i 1918 af Lenin og fik opgaven at håndtere al militær efterretning. Det opererede gennem underafdelinger over hele verden, herunder signalefterretningsstationen i Lourdes (en) på Cuba og i Sovjetunionen. Herunder specielt i Litauen og Letland. Dertil havde GRU udstationeret militære efterretningsofficerer på de fleste sovjetiske ambassader med ansvar for efterretningsindhentning og sam-/modarbejde med de nationale efterretningstjenester.